# Joan Jett
Joan Marie Larkin (22 de setembre de 1958), coneguda professionalment com a Joan Jett, és una cantant de rock, cantautora, compositora i productora americana.
És coneguda per haver estat líder del grup Joan Jett & the Blackhearts, i també pel seu èxit anterior amb the Runaways, amb el qual va llançar el hit "Cherry Bomb". La seva interpretació de la cançó I Love Rock 'n' Roll va ser el número u a la Hot 100 de Billboard del 20 de març de 1982 al 20 de maig. Altres cançons conegudes són Bad Reputation, Crimson and Clover, Do You Wanna Touch Me (Oh Yeah), Light of Day, I Hate Myself for Loving You i Dirty Deeds.
Jett té un rang vocal de mezzo-soprano. Té tres àlbums amb certificació de Platí o Or, i ha estat una icona feminista al llarg de la seva carrera. Ha estat descrita com "la Reina del Rock 'n' Roll", i també és coneguda com "la Padrina del Punk".

## A la cultura popular
El 1983, el músic satíric Weird Al Yankovic va publicar una paròdia de la seva versió de I Love Rock 'n' Roll titulada I Love Rocky Road, canviant la passió de la cantant per la música rock per la de gelat "Rocky Road".
El 1984 el personatge de Lila Cheney, parella del personatge dels New Mutants Sam Guthrie, de Marvel Comics va prendre trets de Joan Jett en el disseny de Bob McLeod, cocreador del grup.
El seu nom apareix a la lletra de la cançó de Le Tigre Hot Topic, publicada el 1999.
El 2019 el blogger britànic "Ladbaby" va publicar una paròdia de I love Rock 'n' Roll, canviant la passió del cantant per la música rock amb la de les salsitxes. I love Sausage Rolls es va convertir en el número 1 de Nadal al Regne Unit.
La tira còmica Bloom County incloïa un personatge anomenat Tess Turbo; la seva banda era The Blackheads.